# Ragazzi Esploratori Italiani
REI (Ragazzi Esploratori Italiani) è stata la prima associazione scout fondata in Italia, a Bagni di Lucca (LU) tra il giugno ed il luglio del 1910 dal baronetto inglese sir Francis Vane e dal maestro Remo Molinari.

## Storia

### La fondazione
I REI Ragazzi Esploratori (traduzione letterale di “boys scout”) nacquero ufficialmente il 12 luglio 1910 a Bagni di Lucca. Ma già alcuni mesi prima, nella piccola stazione termale, centro di villeggiatura frequentato da numerosi aristocratici e borghesi italiani e stranieri, c'era stato un importante incontro che aveva determinato l'evento:
La proposta del Vane interessò molto il giovane insegnante Molinari ed insieme decisero di portare avanti il progetto, seppur tra molte difficoltà. Fu fatto arrivare da Londra un modello di uniforme scout, che venne indossata da un bambino, suscitando stupore e ammirazione tra i ragazzi di Bagni di Lucca. Il fanciullo si chiamava Pompeo Dell'Omodarme e può essere considerato il primo boy scout italiano. Cappelli a falda boera ed altri tessuti per le divise furono ordinati a Londra e confezionati da un sarto del luogo; i bastoni scout invece furono ricavati da manici di vanghe. Alcune signore del paese cucirono la bandiera che venne poi inaugurata il 26 giugno, dalla contessa Emmy Gamba insieme al pioniere dell'aviazione italiana Mario Calderara.
L'atto ufficiale di fondazione dei Ragazzi Esploratori venne redatto e firmata il 12 luglio 1910 al Law Tennis Club di Bagni di Lucca. Un pubblico numeroso assistette all'evento, tra cui numerose autorità, nobili locali, turisti inglesi ed italiani.
Francis Vane tenne un discorso in inglese seguito dai saluti di rito delle autorità, dopodiché i ragazzi esploratori effettuarono il “Giuramento Scout” (oggi Promessa).
Al termine della cerimonia il Vane stesso consegnò ad ognuno dei ragazzi il distintivo scout: un giglio bianco in campo azzurro con le lettere R e E.
Nel novembre 1910, Vane tenne una conferenza sullo scautismo a Genova. Con il suo incoraggiamento, si costituì un comitato per fondare una sezione locale dei REI, formata dal dott. James Spensley, dal maestro Mario Mazza e dal colonnello conte Ottavio Reghini. Nella sezione REI Mazza fece confluire i ragazzi di una sua precedente iniziativa educativa, il gruppo denominato "Gioiose".
Il 18 e 19 dicembre 1910 si tenne a Firenze un convegno delle sezioni REI operative nel centro-nord Italia, tra cui quella di Genova guidata dal suo commissario Spensley e dal presidente Reghini, durante il quale fu ufficialmente fondata la struttura operativa dell'associazione dei Ragazzi Esploratori Italiani nel capoluogo toscano e nominati i componenti del comitato centrale. In quella occasione sir Francis Vane fu confermato ispettore generale della REI, l'equivalente oggi a capo scout d'Italia, inoltre l'Associazione fu posta sotto l'alto patronato di Vittorio Emanuele III Re d'Italia.

### La visita dei Ragazzi Esploratori al Sovrano d'Italia
L'evento più significativo nella storia dei Ragazzi Esploratori fu la visita al sovrano Vittorio Emanuele III nel parco reale di San Rossore a Pisa, poiché in seguito a ciò la nuova associazione ricevette dal Re l'alto patronato.
Fu soprattutto grazie all'appoggio del prefetto di Lucca e del regio commissario, che erano stati presenti alla cerimonia del "Giuramento Scout", che il Vane ottenne di esser ricevuto in udienza da Vittorio Emanuele III con i suoi "esploratori".
Il 6 novembre del 1910 trenta ragazzi esploratori partirono per San Rossore, guidati dai dirigenti-fondatori Vane e Molinari e dai alcuni istruttori scout. Accompagnati da numerose autorità ed da un folto gruppo di giornalisti.

### I primi Centri d'Organizzazione
La Legge dei R.E.I era la seguente:
1. l'onore dell'Esploratore è al di sopra d'ogni sospetto;
2. l'Esploratore è leale;
3. il dovere dell'Esploratore è quello di aiutare gli altri;
4. l'Esploratore è amico di tutti e fratello d'ogni altro Esploratore;
5. l'Esploratore è cortese;
6. l'Esploratore ubbidisce agli ordini;
7. l'Esploratore ama e protegge gli animali;
8. l'Esploratore è sempre gaio e sorridente;
9. l'Esploratore è economo;

- Questi articoli sono nove, ma il più importante fra tutti è quello di aiutare gli altri.
- Non basta per l'uomo affamato l'affermare che il pane è buono e può nutrirlo, bisogna che lo mangi, così non basta dire che questi principii sono belli e buoni e veri, bisogni viverli, e la nostra Società è sorta proprio per aiutare la nuova generazione a praticare più perfettamente ed intrinsecamente questi principii di vita.

Le cronache dei quotidiani locali e nazionali avevano dato un notevole risalto già all'avvenimento della costituzione a Bagni di Lucca dei Boys Scouts italiani ed ancora di più lo dettero il 6 novembre 1910 in occasione della visita al Re.
In seguito a ciò, diverse personalità italiane, interessate al neonato Movimento Scout scrissero a Bagni di Lucca per avere informazioni e maggiori chiarimenti riguardo ai principi educatvi del Boys Scouts. 
Vane e Molinari perciò stabilirono contatti e concordarono un progetto per la creazione di nuove sezioni REI in Toscana ed in Italia.
Nel 1911 i REI contavano sezioni in Albinia, Brescia, Bardi (RE), Bagni di Lucca, Firenze, Genova, Gallura, Giarre, Lucca, Messina, Milano, Modena, Molinella, Napoli, Perugia, Pisa, Pavia, Palermo, Pontedera, Roma, Venezia, Viareggio.

### Appartenenze internazionali
Il R.E.I. fu anche la sezione italiana dei British Boy Scouts (BBS), fondati a Londra nel 1909 e di cui il Vane era divenuto presidente, dopo essere uscito per contrasti dalla prima organizzazione scout fondata da Robert Baden-Powell.
L'11 novembre del 1911 Vane tenne a battesimo The Order of World Scouts (di cui è proclamato Grand Scoutmaster) per unificare idealmente tutti i capi e i dirigenti scout legati ai BBS nel mondo, sia nell'impero britannico che in altri paesi, tra cui appunto l'Italia con i R.E.I. Già nel 1912, a corto di risorse finanziarie, il movimento parallelo di Vane si trovò in crisi, e questo si ripercosse anche sulla giovane sezione italiana.

### I primi problemi
Nel 1911 Mazza, che copriva la carica di segretario della sezione genovese dei REI, lasciò l'associazione per contrasti ideologici con il presidente della sezione genovese Ottavio Reghini, riguardanti l'aspetto confessionale.
Mario Mazza ricostituì le Gioiose Liguri, in chiave scout, che dopo l'autorizzazione concessa dalla Curia di Genova, saranno denominati RECI cioè Ragazzi Esploratori Cattolici Italiani. Il RECI, pur non andando oltre i confini della regione Liguria, è la prima associazione scout cattolica in Italia, e nel 1916 confluirà nell'Associazione Scautistica Cattolica Italiana (ASCI).
Parallelamente, nel gennaio del 1912, il dottor Carlo Colombo terminò di scrivere lo statuto del suo movimento, diviso in due sezioni, maschile e femminile, che chiamò rispettivamente «Corpo dei giovani esploratori» e «Unione delle giovinette esploratrici». Con un gruppo di giovani della Società sportiva «Podistica Lazio», Colombo compì un esperimento, avviato il 12 ottobre 1912, ai prati della Farnesina a Roma: fu un gran successo e da quell'iniziativa ebbe origine, all'interno della società, la quarta sezione, dedicata «all'istruzione premilitare, al tiro a segno e agli allievi esploratori» della quale fu eletto (durante l'assemblea della società sportiva, come riportato dal quotidiano «Il Messaggero» il 7 febbraio 1913) presidente il generale Gaetano Zoppi e fra i vice-presidenti lo stesso Colombo. Quando si sentì pronto, Colombo si staccò dalla società sportiva dando vita al Corpo nazionale dei giovani esploratori d'Italia (GEDI), ufficialmente fondato a Roma il 30 giugno 1913.
Anche i rimanenti REI liguri confluiranno, in seguito, in buona parte nel Corpo Nazionale Giovani Esploratori Italiani (CNGEI). Il colonnello Reghini diverrà presidente della sezione del CNGEI di Genova. Spensley in qualità di commissario ligure dei REI, continuerà ad occuparsi della costituzione delle sezioni di Genova e Savona ed inoltre, in più occasioni, collaborerà col CNGEI fino allo scoppio della prima guerra mondiale. Nel luglio del 1913, una pattuglia formata da sette esploratori della REI, condotta da Spensley, partecipò al primo Jamboree mondiale, il grande raduno scout internazionale che si tenne nel Regno Unito, a Birmingham.
Il Corpo si sviluppò su tutto il territorio nazionale, incorporando pian piano la maggior parte dei boy scout italiani, tra cui quelli già aderenti ai REI. Il CNGEI, in omaggio ai primi gruppi scout, usò il giglio dei REI della sezione ligure, a cui fu aggiunto il cartiglio col motto «Sii preparato».
Un'altra iniziativa scout italiana che, come la RECI, non confluì nel CNGEI fu l'ARPI. L'organizzazione nacque ad opera di un insegnante, Ugo Perucci, a Milano nel 1909 col nome di Piccoli esploratori della pace, confluì e costituì per alcuni anni la sezione di milanese del REI. Allo scioglimento dei "Ragazzi Esploratori" Perucci non aderì al CNGEI ma il suo gruppo continuò autonomamente le attività scout e assunse nel 1915 - dopo varie denominazioni - il nome di "Associazione dei Ragazzi Pionieri Italiani" (ARPI).
Fu per questo che, fra il 1914 ed il 1915, i REI cessarono di esistere.

## Il Giglio REI
Il Vane scelse quale simbolo scout per i suoi Ragazzi Esploratori un giglio, così come aveva fatto in Inghilterra Baden-Powell. Sull'origine si è assai discusso e molti hanno sostenuto l'ipotesi che quel modello corrispondesse al giglio fiorentino. Ciò in realtà potrebbe essere vero e se non proprio al fiore di Firenze nella sua forma classica, almeno ad una delle sue molte varianti. Ma c'è anche un'altra ipotesi. Il simbolo scelto dal Vane potrebbe anche trattarsi dello stesso motivo floreale che l'inglese aveva potuto ammirare sulla facciata del Reale Casinò di Bagni Lucca, sito a pochi chilometri dal centro del paese cioè nella piccola frazione di Ponte al Serraglio. Il Casinò, insieme con il Lawn Tennis Club, era assai frequentato dai facoltosi villeggianti. Il giglio si può ammirare ancora oggi ben modellato negli stucchi dell'architrave decorativa esterna e al tempo compariva anche nella tappezzeria interna del circolo. Quell'emblema però non corrisponde al simbolo di Firenze ma al giglio borbonico. L'edificio infatti, in stile neoclassico, era stato costruito durante il periodo in cui sul Ducato di Lucca (già Repubblica) regnava Carlo Lodovico di Borbone Parma, dal 1815 al 1847. Lo stemma dei Borboni è costituito infatti da tre gigli d'oro in campo azzurro (propriamente non sono gigli ma fiordalisi).
Il giglio bianco fu posto in campo azzurro e furono aggiunte sotto le iniziali R. ed E. cioè Ragazzi Esploratori, le quali però, dopo la successiva visita dei REI al re Vittorio Emanuele III, furono lette anche come Regi Esploratori, in onore del sovrano.

## Curiosità
Dopo il risalto destato dalla notizia della nascita dei Boys Scout italiani, il redattore del quotidiano La Tribuna scrisse per loro l'inno "Piccoli Cavalieri" che il maestro e compositore lucchese Giacomo Puccini si impegnò a musicare.

## Importanza del REI
Nonostante l'esperimento di Francis Vane abbia avuto vita breve (circa 4 anni) e sia da molti ritenuto di relativa importanza, la nascita a Bagni di Lucca nel 1910 dei Ragazzi Esploratori è stata fondamentale e di sostanziale importanza nel dare inizio ed un forte impulso alla formazione delle successive organizzazioni scout italiane. 
Anche grazie al risalto dato dalla stampa locale e nazionale - in particolare dopo la visita al Re - gli esperimenti successivi tennero in considerazione l'iniziativa del Vane. Contemporaneamente numerosi pedagogisti italiani si avvicinarono con entusiasmo allo scautismo, dopo aver conosciuto le iniziative e le finalità educative dei Ragazzi Esploratori.

## La visita di Baden-Powell in Italia
Nel febbraio del 1913, Baden-Powell ritornando dal viaggio di nozze insieme alla giovane moglie Olave, fece scalo a Napoli, per una visita alla città. Alla stazione di Portici ebbe la sorpresa di incontrare gli esploratori nautici della sezione locale dei REI collegata a quella di Napoli, che lo condussero a visitare la loro sede nel porto.